# Dejr Jásín
Dejr Jásin (arab. دير ياسين‎) je zaniklá arabská vesnice v nynějším Izraeli, která byla vysídlena roku 1948 po masakru obyvatel židovskými radikály.

## Poloha
Nacházela se v Jeruzalémském distriktu tehdejšího Britského mandátu Palestina v nadmořské výšce 800 m n. m. na západním úpatí Judských hor, přibližně 5 kilometrů západně od Jeruzaléma.

## Historie
Podle údajů z roku 1945 patřily k vesnici pozemky o rozloze 285,7 ha. Ve vesnici žilo 610 lidí. Obyvatelé se živili zejména dobýváním stavebního kamene.
Vesnice Dejr Jásin byla vylidněna a zničena během občanské války v Palestině následkem útoku židovských teroristických organizací Irgun a Lechi, ke kterému došlo 9. dubna 1948 a pří kterém byly zabity desítky zdejších civilistů. Událost je označována jako masakr Dejn Jásin.
Po vysídlení byla zástavba Dejr Jásin ponechána zčásti na svém místě. V současnosti se na území bývalé vesnice nachází předměstí Jeruzaléma Giv'at Ša'ul. Zbytky původní zástavby jsou začleněny do areálu Psychiatrické léčebny Kfar Ša'ul.